# 中国人民解放军网络空间部队信息工程大学
中国人民解放军网络空间部队信息工程大学，位于河南省郑州市、洛阳市，甘肃省兰州市和云南省昆明市，隶属中国人民解放军网络空间部队，担负着为国防和军队现代化建设培养信息领域高层次人才的任务，是首批中国国家一流网络安全学院建设师范项目院校，也是解放军唯一的国家网络安全人才培养基地，也是解放军测绘导航人才培养基地，还是解放军密码与信息安全人才培养基地。。

## 沿革

### 2017年之前的中国人民解放军信息工程大学及其前身单位
中国人民解放军信息工程大学的前身最初是1931年在江西省宁都县成立的中国工农红军第一方面军第一期无线电培训班，后几经变更调整与拆分重组，至1978年，其中一部分变化为驻地位于河南省洛阳市的中国人民解放军工程技术学院，也就是今网络空间部队信息工程大学和国防科技大学外国语学院的共同前身。另外有一部分，则演变成为驻地位于河南省郑州市的中国人民解放军电子技术学院，后来也参与组建信息工程大学。
中国人民解放军工程技术学院与中国人民解放军信息工程学院
- 1978年1月，中国人民解放军工程技术学院第五大队（无线电工程大队）奉命在河南省郑州市扩建为中国人民解放军工程技术学院[4]，原中国人民解放军工程技术学院洛阳留守部分改建“中国人民解放军洛阳外国语学院”。
- 1983年1月，中国人民解放军洛阳外国语学院应用数学系和信息处理系划归中国人民解放军工程技术学院领导，并迁至郑州[4]。
- 1986年7月，更名中国人民解放军信息工程学院[4]。
- 1991年6月，中共中央总书记、中央军委主席江泽民为学院题词：“发扬严格勤奋团结献身的校风，办成有特色高水平的重点理工科军事院校”。
- 1995年，被解放军三总部确定为全军17所重点建设院校之一[5]。

中国人民解放军电子技术学院
- 1947年秋至1948年夏，以刘少奇为书记的中央工委，受中央机要处委托，在河北省平山县西柏坡举办了一期机要工作训练班[6]。
- 1949年3月，中央军委在张家口创办中央军委机要通信干部学校，该校第三部从事机要人员训练[4]。
- 1949年10月，中央军委机要通信干部学校更名为“中国人民革命军事委员会工程学校”。
- 1952年，中国人民革命军事委员会工程学校第三部分出，更名为“中国人民解放军机要干部学校”，迁至吉林省长春市[4]，和东北军区司令部机要训练大队组建机要青年干部学校。
- 1954年，更名中国人民解放军第二机要学校[7]。
- 1955年4月，以中国人民解放军第二机要学校为基础，在长春市成立中国人民解放军机要学校[8]。
- 1962年下半年，迁出吉林省[8]。1962年10月迁至四川省重庆市北碚[4]。
- 1969年，撤销[4]。
- 1978年4月，在河南省郑州市恢复重建，由聂荣臻定名中国人民解放军技术学校[4]。
- 1983年6月，经中央军委批准，更名中国人民解放军电子技术学院[4]。

中国人民解放军测绘学院
- 1946年5月5日，经东北民主联军总司令部批准，在长春创建东北民主联军总司令部测绘学校，隶属东北民主联军总司令部作战处建制[4][9]。从部队抽调一批有初中文化水平的干部和战士，加上从地方招收的青年学生，共有121人，编为训练队第一分队。
- 1946年5月19日，因四平失守，东北民主联军总司令部测绘学校随东北民主联军总部撤离长春，1946年5月底迁至哈尔滨市道里地段街一号[9]。
- 1946年8月1日，测绘学校在哈尔滨正式开学，东北民主联军参谋长刘亚楼出席开学典礼并讲话，指出：“测绘学校是在战争年代诞生，为战争服务的。人民军队为人民打仗，打仗离不开地图，要有地图就得培养自己的人才去测绘和印制地图。我们要尽最大努力培养出自己的人才，满足作战的需要”。课程设置上除开设大地测量、绘图技术等测绘基础课外，还特别开设识图用图、要图标绘和简易测绘等实用课程，培养部队作战急需的测绘人员；当作战前线需要地图时，就组织学员昼夜突击制印地图。
- 1946年8月中旬，迁至黑龙江省勃利县。1947年在勃利县建成一座可担负总部地图印制任务的工厂[9]。
- 1947年4～9月，测绘学校从东北军政大学调来58名学员，从地方招收120名青年学生，组成第二、第三训练队。第一训练队121名学员于1947年5月～12月分3批毕业，除12人留校外，其余学员均分配到作战部队任测绘员。1947年5月测绘学校抽调人员、设备，在哈尔滨成立了第二印刷厂；1947年11月接收70余名新兵和招收的青年工人充实印刷厂，使全厂人数达110余人，可以担负民主联军总司令部的地图、图书和各种战斗文书等印刷任务，成为人民军队创建以来规模最大、功能最齐全、管理最正规的印刷厂。
- 1948年1月，东北民主联军改称东北军区兼东北野战军，测绘学校改称东北军区司令部测绘学校。从部队和军政大学选调220人，组成第四、第五训练队，重点学习制图技术，培养制图后备力量。辽沈战役发起前，将第二、第三训练队178学员提前毕业，其中116名到部队任测绘员，62名留校完成作战急需的制图任务。1948年10月测绘学校在校280余名学员整编成三角、地形和制图3个队，调整教学内容，开始正规培养各专业测绘人才。
- 1948年11月底，测绘学校从勃利迁到沈阳，为实施统一的教学与管理，将三角、地形、制图3个队编为第一大队，将刚从部队选调来的335名新学员编为第二大队；沈阳解放时接收了国民党沈阳经委员印刷厂及先进的日产全开双色印刷机等设备，沈阳特别市军管会主任陈云决定将“最好的机器给军队印刷军用地图”，该厂的印刷机、器材和部分人员拨给测绘学校，与刚迁至沈阳的两个印刷厂合并为一个，全厂人员增加至200人，明显增强了地图制印能力。
- 1948年底第四野战军南下作战后，东北军区测绘学校转以正规训练，培养能胜任大范围大地测量、地形测量和地图制图专业技术军官。1949年9月，学校调整学员编队，分大地、地形、制图三个专业[9]。同时，测绘学校附设测量队、制图队与印刷厂，组成一个较完整的测绘生产体系。因此，测绘学校既是教学单位，也是测绘生产、保障实体。
- 1949年12月30日，中央军委决定，将东北军区司令部测绘学校改编为中国人民解放军测绘学校，归军委作战部建制领导，由东北军区代管。1950年1月17日，东北军区奉中央军委电令，任命东北军区司令部作战处副处长石敬平兼测绘学校校长，蒲锡文、（国民党测绘专家）刘述文任第一、第二副校长，焦仁午任副政治委员，刘达任副教育长；相继成立华东军区、中南军区、西南军区测绘学校。朱德批示：“东北军区测绘学校的干部不得随意调动，且对该校的领导还要加强”“国防建设、经济建设都迫切需要测绘工作先行，学生读地理课也得有符合实地的课本”。
- 根据1950年6月全军第一次测绘工作会议精神，1950年9月15日中央军委电示，测绘学校按正规大学编制，开办4年制本科班，2年制专修科和中等科、训练班。机关教务科、校务科升格为处，增设干部管理处，教学建制设置了大地、测图和制图3个系，学员编15个教学班。为解决师资力量严重不足的问题，副校长刘述文于1950年到湖南等地，招聘了在解放前从事各专业测绘工作的62名测绘技术人员到校任教，其中包括到校后分别担任3个系的第一副系主任的唐昌先、袁伯仁、吴忠性等知名测绘专家。这些专业测绘技术人才的吸纳，对测绘学校的正规办学起到了骨干作用。设置天文测量、大地测量、大地计算、重力测量、航空摄影测量、航空测量、地图制图、地图制印等8个专业。本科班开设30门课，其中基础课10门，公共课4门，专业课16门。1951年12月29日，军委军事训练部明确指出:“测绘学校本、专科是培养国防建设的中、高级测绘技术人才的，其性质属正式大学的专科学校”。[9]为适应高等学校教育的要求，测绘学校于1950～1952年间进行了一系列转变性的工作，确立了培训的规格和层次，建立起培养高、中、初三级测绘技术人才的教育训练体制。
- 1952年，学校执行总部颁发的新编制，设置大地测量、航空测量、地形、制图、政治教育、文理6个系，并接收了撤销后的中南、西南、华东测绘学校的学员[9]。1952年底，测绘学校共有教师144名，其中教授1名、副教授12名、讲师26名、助教38名、中等科教员67名。制图专家吴忠性教授先后任制图教研室主任、制图系副主任等；张楚宾教授先后任数理教授会副主任，基础课教研室主任等；肖年辉教授，先后任航空摄影测量教授会主任、航测系副主任；唐昌先教授、游存义副教授等。此外，华东、中南测绘学校撤销后，许多教师调入测绘学院。不断壮大的教师队伍为正规化教学奠定了基础。为急迫需要解决的教材短缺问题，1950年刘述文编印了《误差理论》，组织教师编写各类专业教材24本，如《应用天文学》。组织教师翻译和出版了苏联测绘专业教科书10本。
- 1953年，第一届天文大地本科班毕业，成为新中国培养的第一批高层次测绘人才。
- 1953年7月19日，中央军委电令，中国人民解放军测绘学校改为中国人民解放军测绘学院，8月1日举行了更名典礼[4][9]。当年，从全国应届高中毕业生中招收学生，入学学生的文化素质明显提高，也为实现把解放军测绘学院办成一所高水平的正规的测绘专科学院提供了条件。
- 1953年11月20日，学院由沈阳市迁至北京市学院东路三号[9]（1971年后为北京电影制片厂厂址）。
- 1954年，第一届制图本科班毕业。[10]
- 1954年，中国人民解放军总参谋部批准，学院增设军师测绘主任专修班，并列编为速成系[9]。
- 1959年4月，海测系列入学院建制。1963年，海测系迁至浙江省江山县，与综合系合编为海道测量系。1966年1月，海道测量系移交海军[9]。
- 1962年1月，中国人民解放军测绘学校在浙江江山成立，同年并入中国人民解放军测绘学院[11]。
- 1968年8月开始，学院大批教员、干部被送往“五七”干校劳动[9]。
- 1969年6月21日，学院被正式撤销[9]。
- 1969年12月，军委同意重新组建中国人民解放军测绘学校，1969年12月12日任命了学校领导干部，成立了建校筹备小组[9]。
- 1970年3月，筹备组由北京迁至湖北省武汉市办公[9]。
- 1970年9月，正式开学，编制实行校队两级，编3个部、9个科、7个队，设大地、航内、航外、制图4个专业，学制一年[9]。
- 1973年，开办教师进修班[9]。
- 1974年8月，国务院、中央军委批准学校在河南省郑州市选点建校[9]。
- 1975年，开办了三年制大专班和二年制中专班[9]。
- 1975年7月，郑州校址动工建设[9]。
- 1976年，恢复三级制，设天文大地测量系、航空摄影测量系和制图系，科改为处、成立教研室，专业教研室和学员归系建制[9]。
- 1976年7月，学校由湖北省武汉市迁至河南省郑州市[4][9]。
- 1978年1月12日，中央军委命令，中国人民解放军测绘学校恢复为中国人民解放军测绘学院[4][9]。
- 1981年7月，增设测绘勤务系。学院设3个部，4个系，17个专业[9]。

中国人民解放军信息工程大学（1999年-2017年）
- 1999年7月，中央军委主席江泽民签署命令，由原中国人民解放军信息工程学院、中国人民解放军电子技术学院、中国人民解放军测绘学院合并组建中国人民解放军信息工程大学，位于河南省郑州市，隶属中国人民解放军总参谋部建制领导[12][13]。
- 截至2014年，学校设置7个学院和1个研究所：信息系统工程学院、地理空间信息学院、密码工程学院、网络空间安全学院、导航与空天目标工程学院、理学院、指挥军官基础教育学院、信息技术研究所[13]。
- 2016年，在深化国防和军队改革中，由中国人民解放军总参谋部转隶中央军事委员会训练管理部[14]。

### 中国人民解放军外国语学院
1978年，原中国人民解放军工程技术学院无线电工程专业从洛阳搬到郑州，组建新的工程技术学院。工程技术学院（洛阳留守部分）重组为中国人民解放军洛阳外国语学院。后至1983年，中国人民解放军洛阳外国语学院应用数学系和信息处理系分出，与郑州的解放军工程技术学院合并，并于1986年改建中国人民解放军信息工程学院。1986年6月9日，中国人民解放军洛阳外国语学院更名中国人民解放军外国语学院，隶属于中国人民解放军总参谋部技术侦察部。2016年，在深化国防和军队改革中，由总参谋部技术侦察部转隶中国人民解放军战略支援部队。

### 中国人民解放军战略支援部队信息工程大学
2017年，在深化国防和军队改革的院校合并改革中，以原中国人民解放军信息工程大学、中国人民解放军外国语学院为基础重建中国人民解放军战略支援部队信息工程大学，隶属中国人民解放军战略支援部队。其中，以原驻地在洛阳的中国人民解放军外国语学院为基础，设立新的中国人民解放军战略支援部队信息工程大学外国语学院，对外名称中国人民解放军战略支援部队信息工程大学洛阳校区，保留外国语言文学类、军事外语学类、国际事务与国际关系类专业和侦查情报四个大项专业。语言工程类相关专业并入郑州本部的信息工程学院。原解放军外国语学院昆山校区（外训系）一并并入战略支援部队信息工程大学，成为其外训大队。
2023年8月，根据中央军委命令，中国人民解放军战略支援部队信息工程大学外国语学院整体移交中国人民解放军国防科技大学国际关系学院，作为其洛阳教学区，对外名称中国人民解放军国防科技大学洛阳校区，后于2024年4月与原国防科技大学国际关系学院南京校区本部重组为中国人民解放军国防科技大学外国语学院。

### 中国人民解放军网络空间部队信息工程大学
2024年4月，中国人民解放军战略支援部队撤销番号，战略支援部队信息工程大学划归新成立的网络空间部队。
2024年6月，国防科技大学官网发布项目地址位于昆山的施工招标信息，后根据苏州市退役军人事务局发布的微信公众号内容，确认原战略支援部队信息工程大学外训大队移交国防科技大学外国语学院，成为其昆山校区。2024年9月，信息工程大学重新接收原国防科技大学外国语学院洛阳校区搬迁驻地后剩余的校址与营房，并设立“信息工程大学洛阳营区”，作为训练与侦察情报教学用途。
2025年，学校定名为中国人民解放军网络空间部队信息工程大学。

## 下设机构
截止至2025年，中国人民解放军网络空间部队信息工程大学下设以下机构：。
- 基础部
- 信息系统工程学院（一院）
- 地理空间信息学院（二院）
- 密码工程学院（三院）
- 网络空间安全学院（四院）
- 数据与目标工程学院（五院）
- 信息科学与电子对抗系统研究所
- 洛阳营区
- 昆明训练大队（由密码工程学院代管）[2]
- 兰州训练大队（由密码工程学院代管）[1]

## 专业设置
2017年组建时，原中国人民解放军战略支援部队信息工程大学有78个本科专业，10个全日制专业学位授权领域，7个二级学科硕士授权点，17个一级学科硕士授权点，1个二级学科博士授权点，8个一级学科博士授权点，5个博士后科研流动站。拥有2个国家特色建设专业，15个军队（省级）重点学科，4个二级学科国家重点学科，1个一级学科国家重点学科。建有14个军队（省级）重点实验室、实验教学示范中心和工程技术研究中心，2个国家级实验教学示范中心，1个国家级工程技术研究中心，1个国家工程实验室，1个国家重点实验室。在中华人民共和国全国第三轮学科评估中，信息与通信工程排名全国第十、外国语言文学学科排名全国第七，测绘科学与技术学科排名全国第二。2025年，网络空间部队信息工程大学招生的本科专业有：。
- 信息工程
- 通信工程
- 侦测工程
- 水声工程
- 测绘工程
- 遥感科学与技术
- 军事地理信息工程
- 地理科学
- 作战环境工程
- 密码学
- 电子科学与技术
- 管理科学与工程
- 微电子科学与工程
- 信息对抗技术
- 计算机科学与技术
- 网络工程
- 密码工程
- 信息安全
- 保密管理
- 大数据工程
- 导航工程
- 预警探测
- 无人系统工程
- 侦察情报

## 校区
2024年经过相关院系再次调整后，中国人民解放军网络空间部队信息工程大学校区位于河南省郑州市金水区俭学街7号、郑州高新技术产业开发区郁香路69号、郑州高新技术产业开发区科学大道62号，在河南省洛阳市涧西区广文路2号院设立用于军事训练用途与侦察情报教学的营区。在云南省昆明市五华区教场东路128号，以及甘肃省兰州市七里河区八里镇后五泉新村3号，分别设立昆明训练大队与兰州训练大队，均由密码工程学院代为管理。

## 校友
- 吴胜利，海军上将，第七任中国人民解放军海军司令员，毕业于解放军测绘学院海测系。
- 孟立秋，慕尼黑工业大学副校长，毕业于解放军测绘学院。
- 魏子卿，中国工程院院士，毕业于解放军测绘学院大地测量系。
- 陈邦柱，国家测绘局局长，毕业于解放军测绘学院。
- 库热西·买合苏提，中华人民共和国国土资源部副部长兼国家测绘地理信息局局长。
- 柳建伟，作家，第六届茅盾文学奖得主。
- 麦家，作家，第七届茅盾文学奖得主。
- 王任享，毕业于解放军测绘学院航测系。1997年当选为中国工程院院士。
- 高俊，毕业于解放军测绘学院制图系。1999年当选为中国科学院院士。
- 王家耀，毕业于解放军测绘学院制图系。2001年当选中国工程院院士。
- 许其凤，毕业于解放军测绘学院大地测量系。2005年当选中国工程院院士。
- 杨元喜，毕业于解放军测绘学院大地测量系。2007年当选中国科学院院士。
- 武文斌，2008年汶川抗震救灾牺牲烈士，获中央军委“抗震救灾英雄战士”荣誉称号、2008年感动中国人物。
- 南相浩，密码学和信息安全专家

## 历任领导
中国人民解放军信息工程学院
| 院长 …… - 赖石昂（1978年—1985年，工程技术学院院长） …… - 周荣庭 少将（1995年—1999年） | 政治委员 …… - 陈亚夫（1979年—1982年，总参谋部三部副政治委员兼工程技术学院政治委员） …… - 刘德明 少将（1996年12月—1999年6月） |

中国人民解放军电子技术学院
| 院长 …… - 曾云（？—？） - 黄建华 少将（1989年4月—1999年6月） | 政治委员 …… - 潘洪亮 少将（1994年—1999年6月） |

中国人民解放军测绘学院
| 院长 - 陈外欧（1953年—1956年，总参测绘局局长兼） - 刘清明 少将（1956年7月—1964年） - 刘良 大校（1964年3月—？） - 张戈（1978年7月—？） - 郭正元 少将（？—？） - 高俊 少将（？—？） | 政治委员 - 王再兴 少将（1956年—1961年） - 刘清明 少将（？—？） - 田堰波（？—？） - 李玉波（？—？） - 周的民（1980年12月—1984年4月） - 张辉（？—？） - 姜鸿祥 少将（？—？） - 许容奎 少将（？—？） - 丁中林 少将（？—？） |

中国人民解放军信息工程大学（1999年至2017年）
| 校长 - 周荣庭 少将（1999年—2001年） - 王正德 少将（？—？） - 邬江兴 少将（2007年—？） - 郑俊杰 少将（2013年—2014年12月） - 孟学政 少将（2014年12月—2016年） - 郭云飞 少将（2016年—2017年） 副校长 - 潘惠忠 少将（？—？） - 齐恂 少将（？—？） - 李华洲 少将（？—？） - 何继明 少将（？—？） - 赵满建 少将（？—？） - 于海 少将（2003年3月—？） - 王亚弟 少将（？—？） - 王金龙 少将（2012年—2015年） - 熊猛 少将（？—？） - 郭云飞 少将（？—2016年） - 王庆 少将（2016年—2017年） | 政治委员 - 潘洪亮 少将（1999年6月—2004年） - 耿燎原 少将（2004年7月—2010年12月） - 王义 少将（2010年12月—2014年12月） - 宋新斌 少将（2014年12月—2017年） 副政治委员 - 高小燕 少将（2012年—2014年11月） - 谢贻平 少将（2014年12月—2017年） |

中国人民解放军外国语学院
| 院长 …… - 彭富九（1960年5月—1963年3月，兼任） - 钱江（1963年3月—1969年8月，兼任。1968年3月起为技术工程学院革命委员会主任） - 陈亚夫（1969年8月—1970年3月，技术工程学院革命委员会主任） - 赖石昂（1969年12月—1978年4月） - 尹耕莘（1979年6月—1983年9月） - 何晓晖（1983年9月—1985年7月） - 卞铁坚 少将（1985年7月—1995年8月） - 李致中 少将（1995年8月—1999年2月） - 张小阳 少将（1999年—2001年） - 吴国华 少将（2001年—2005年12月） - 王旭东 少将（2007年7月—2009年5月） - 李绍山 少将（2009年5月—2014年5月） - 孟繁浩 少将（2014年5月—2017年7月） | 政治委员 …… - 杨卓（1960年10月—1966年8月，政治委员；1966年8月—1969年11月，第一政治委员） - 陈亚夫（1966年8月—1969年11月，第二政治委员；1969年11月—1979年7月，政治委员，1976年5月起为兼任） - 屠廷容（1979年7月—1982年6月） - 刘海清（1983年9月—1985年7月） - 崔辉政 少将（1985年7月—1989年6月） - 刘基法 少将（1989年6月—1994年8月） - 刘德明 少将（1994年8月—1998年8月） - 孟忠明 少将（1998年8月—2002年） - 郑育文 少将（2002年—2009年10月） - 有令泉 大校（2009年10月—2010年4月） - 陆家源 少将（2010年4月—2013年9月） - 陈勉 少将（2013年9月—2017年7月） |

中国人民解放军战略支援部队信息工程大学
| 校长 - 郭云飞少将（2017年7月—2024年9月） 副校长 - 宋明武 少将（2017年—，兼教育长） - 孟繁浩 少将（2017年—） | 政治委员 - 陈勉 少将（2017年—？） - 马辉 少将（？—2020年4月）。 - 梁晓婧 少将（2020年4月—2024年9月） |

中国人民解放军网络空间部队信息工程大学
| 校长 - 蒋猛 少将（2025年—） 副校长 | 政治委员 - 梁晓婧 少将（2025年—） |